# Tramadolo

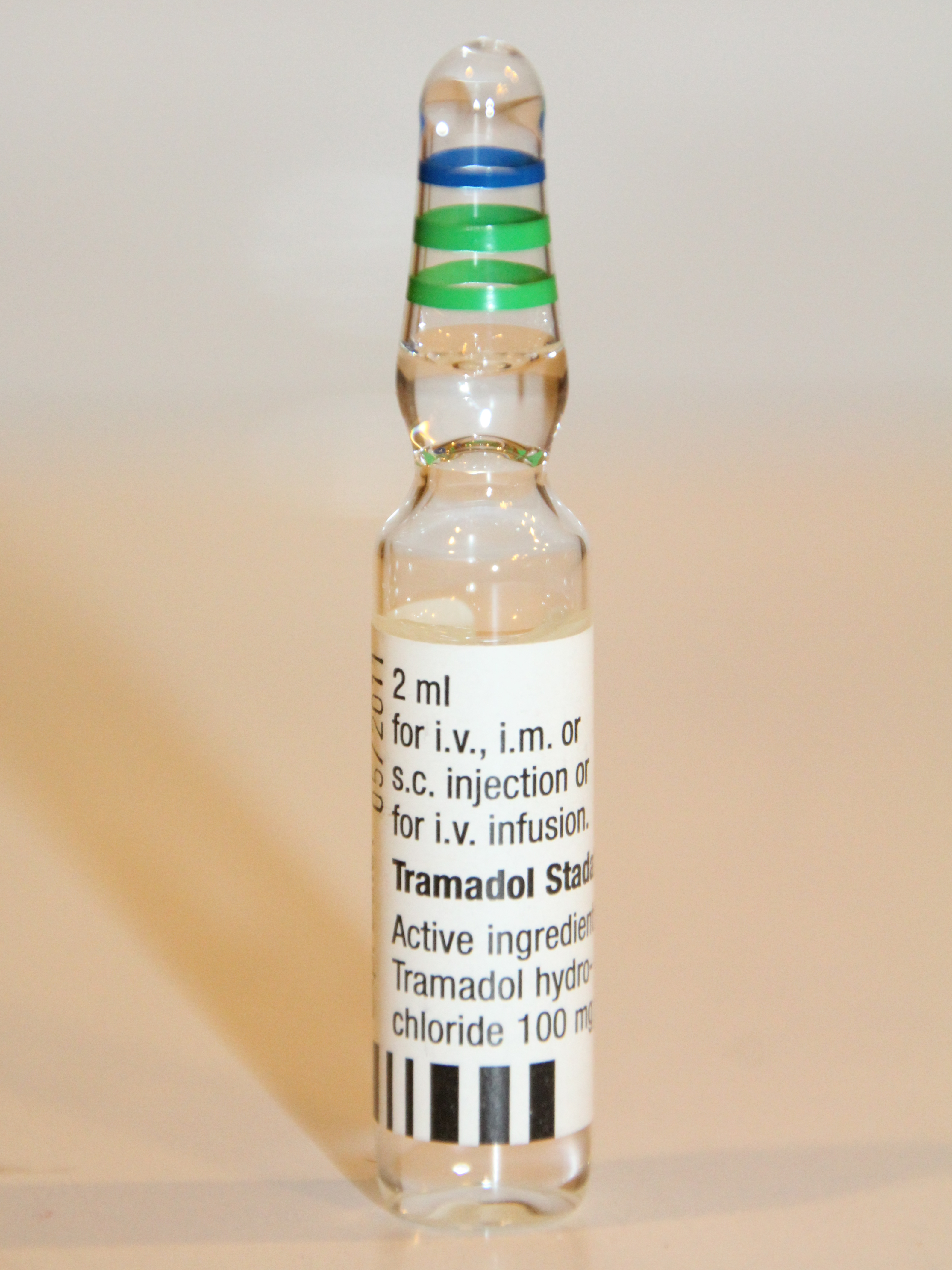
Tramadolo cloridrato

Il tramadolo è un oppioide sintetico antidolorifico. È un farmaco utilizzato per stati dolorosi acuti e cronici e dolori indotti da interventi chirurgici e diagnostici particolarmente dolorosi.
Commercializzato come tramadolo cloridrato, è un derivato oppioide, come ad esempio il fentanyl e il metadone. Appare strutturalmente e farmacologicamente simile al farmaco antidepressivo venlafaxina.
Il tramadolo è stato sviluppato dalla industria farmaceutica tedesca Grünenthal GmbH alla fine degli anni '70 e immesso sul mercato con il nome di Tramal.

## Usi
Le indicazioni registrate in Italia per il Tramadolo sono: trattamento di dolori acuti e cronici come pure di dolori indotti da interventi chirurgici e diagnostici.
Il tramadolo è usato per trattare il dolore da moderato a grave e la maggior parte delle nevralgie, inclusa la nevralgia trigeminale. Il tramadolo è anche l'unico oppioide prescrivibile per la cefalea.
Il tramadolo potrebbe essere efficace per alleviare i sintomi della depressione e ansia a causa della sua interazione con la noradrenalina e la serotonina, il coinvolgimento delle quali sembra giocare una parte nella sua abilità nell'alleviare la percezione del dolore.
Le indicazioni Off-Label per tramadolo comprendono:
- neuropatia diabetica[7][8]
- nevralgia posterpetica[9][10]
- fibromialgia[11]
- sindrome delle gambe senza riposo[12]
- trattamento della dipendenza da oppiacei[13][14]
- emicrania[15]
- disturbo ossessivo-compulsivo[16]
- eiaculazione precoce[17]

### Preparazioni farmaceutiche
Il tramadolo è usualmente commercializzato come sale cloridrico (tramadolo cloridrato) ed è disponibile sia come sostanza iniettabile (intravenosa e/o intramuscolare) sia come preparazione orale. È anche disponibile in congiunzione con paracetamolo.
In modo specifico, il tramadolo si ritrova in capsule, pastiglie, a rilascio prolungato (che liberano il principio attivo in modo diluito nel tempo), pastiglie con basso residuo e/o non rivestite che possono essere assunte per via sublinguale o orale, supposte, polveri e pastiglie effervescenti, ampolle di soluzioni sterili per iniezioni sottocutanee, intramuscolari ed endovenose, polveri per combinazioni (miscelazione con altre polveri), liquidi per somministrazioni orali e sublinguali - in fiale e bottiglie normali, contagocce, bottiglie con una pompa simile a quella usata per il sapone liquido e fiale con contagocce inglobato nel tappo - tanto quanto capsule e pastiglie che contengono paracetamolo e acido acetilsalicilico.
Il tramadolo ha un caratteristico sapore moderatamente amaro ma molto meno rispetto alla morfina e la codeina. Le pastiglie orali e sublinguali come anche le preparazioni liquide sono disponibili con un sapore aggiunto artificialmente. La sua relativa efficacia attraverso le vie di assunzione trans-mucosa (sublinguale, per bocca, rettale) è circa quella della codeina, e come la codeina è anche metabolizzata nel fegato a metaboliti più forti.

#### Preparazioni proprietarie
Grünenthal, che ancora detiene il brevetto del tramadolo, ha sub-licenziato l'agente chimico a compagnie farmaceutiche in tutto il mondo. Quindi il tramadolo è venduto con parecchi diversi nomi commerciali in tutto il mondo, tra cui:
- Acugesic (in Malaysia e Singapore)
- Adolan
- Adolonta (in Spagna)
- Anadol
- Boldol (in Bosnia ed Erzegovina)
- Calmador (in Argentina)
- Contramal (in India e Italia)
- Crispin
- Campex (in Pakistan)
- Dolcet (nelle Filippine)
- Dolol (in Danimarca)
- Dromadol (in Regno Unito)
- Exopen (in Corea del Sud)
- Ixprim (in Francia)
- Lumidol
- Mandolgin (in Danimarca)
- Mandolgine
- Mosepan

- Nobligan
- Patrol (in combinazione col paracetamolo)
- Poltram
- Ralivia (in Canada)
- Sintradon
- Siverol (nelle Filippine)
- Tandol (in Corea del Sud)
- Tiparol
- Toplagic
- Tradol
- Tradolan
- Tradolan (in Svezia)
- Tradonal (in the Filippine)
- Tralgit
- Tralodie (in Italia)
- Tramacet (in Costa Rica)
- Tramal Gotas (in Ecuador)
- Tramacip
- Tramadex (in Israele)

- Tramake Insts (in Regno Unito)
- Tramadin
- Tramadol STADA (in Svezia)
- Tramadolor
- Tramal (nei Paesi Bassi, Finlandia, Slovenia, Cile, Romania, Australia, Nuova Zelanda e Svizzera)
- Tramalgic (in Ungheria)
- Tramahexal
- Tramacet (in combinazione col paracetamolo)
- Tramacip (50 mg tramadolo) e Tramazac (in India)
- Trama-Klosidol
- Tramedo
- Tramoda (in Thailandia)
- Tridol (in Corea del Sud)
- Trodon (in Serbia)
- Ultracet (in combinazione con il paracetamolo)

- Ultram e Ultram ER (negli Stati Uniti d'America)
- Ultramed (in combinazione col paracetamolo) in India
- Veldrol (in Messico)
- Zafin (in combinazione con il paracetamolo, in Cile)
- Zaldiar (in combinazione con il paracetamolo, in Spagna, Russia, Cile)
- Zaledor (in combinazione con il paracetamolo, in Cile)
- Zamadol (in Gran Bretagna)
- Zamudol
- Zodol (in Ecuador)
- Zydol (in Regno Unito e Australia)
- Zytram
- Zytrim (in Spagna)

### Dosaggio
La dose media è di 50 o 100 mg ogni 6 ore, ma possono variare da 50 mg fino a un massimo di 400 mg al giorno, che si possono elevare, in casi selezionati, fino a 600 mg al giorno per via endovenosa/intramuscolare. In caso di dolore acuto la dose solitamente varia da 25 mg a 100 mg per via orale, sublinguale, endovenosa, intramuscolare o sottocutanea e può essere singola o ripetuta. Nella formulazione contenente tramadolo e paracetamolo, con indicazione per il trattamento del dolore acuto che contiene 37,5 mg di tramadolo e 325 mg di paracetamolo (Kolibri, Patrol), così voluto per la somministrazione orale con un dosaggio raccomandato di una o due compresse ogni quattro/sei ore per un massimo di 300 mg di tramadolo e un massimo di 2600 mg di paracetamolo al giorno.
Il tramadolo è stato recentemente associato per la prima volta ad un antinfiammatorio facente parte della famiglia dei FANS, il Dexketoprofene
L'associazione messa in commercio col nome di Lenizak contiene 25 mg di dexketoprofene e 75 mg di tramadolo.
Il dexketoprofene è uno dei pochi antinfiammatori ad azione centrale oltre che periferica; grazie a ciò si ottiene un'associazione che ha sia azione analgesica che antinfiammatoria. 
La posologia in questo caso è di 1 compressa al giorno che può arrivare fino ad un massimo di 3 al dì (ad intervalli di 8h) per non oltre 5 giorni di trattamento.

### Effetti collaterali
Gli effetti collaterali da stupefacenti comunemente riscontrati sono la nausea, il vomito, inappetenza, l'eccesso di sudorazione e la stitichezza. È stata riscontrata anche la sonnolenza, anche se è un problema trascurabile rispetto agli altri oppioidi. I pazienti a cui è stato prescritto il tramadolo per il trattamento del dolore insieme ad altri agenti, hanno riportato incontrollabili crisi di tremori nervosi simili a quelle di astinenza nel caso in cui l'interruzione del trattamento medico avvenga troppo bruscamente. La depressione respiratoria, un effetto collaterale della maggior parte degli oppioidi, non è clinicamente significativa in dosi normali. La sostanza può alterare la soglia della crisi epilettica. Quando usato in combinazione con SSRI, antidepressivi triciclici, o in pazienti con epilessia, la soglia della crisi epilettica può essere ulteriormente abbassata. L'epilessia è stata riscontrata in umani che ricevevano dose singole orali eccessive (700 mg) o importanti dosi intravenose (300 mg). Uno studio Australiano ha trovato che di 97 nuovi attacchi di crisi epilettiche, otto erano associate al tramadolo e che nel "Primo Attacco Epilettico Clinico" degli autori, "Il tramadolo è la causa più frequentemente sospettata delle epilessie provocate"  (Labate 2005). Le epilessie causate dal tramadolo sono più spesso crisi tonico-cloniche. Inoltre quando preso con SSRI, c'è un incrementato rischio di sindrome serotoninergica o sindrome da serotonina. Può essere necessario diminuire i dosaggi di coumadin/warfarin per pazienti sotto trattamento anticoagulante per evitare complicazioni dovute a sanguinamenti. La stitichezza può essere importante specialmente nei più anziani richiedendo un'evacuazione manuale dell'intestino.  Ci sono proposte/sospetti che la somministrazione cronica di oppioidi possa introdurre stati di tolleranza immunologica, sebbene il tramadolo, all'opposto dei comuni oppioidi può migliorare la funzione immunitaria. Alcuni hanno anche enfatizzato gli effetti negativi degli oppioidi sulla funzione cognitiva e sulla personalità.

### Gravidanza e allattamento
Il tramadolo è classificato nella categoria di gravidanza C della Food and Drug Administration (FDA); studi sugli animali hanno mostrato che il suo uso è dannoso durante la gravidanza, mentre studi sugli umani non sono per ora disponibili. Quindi, la sostanza non dovrebbe essere presa dalle donne in gravidanza a meno che "i potenziali benefici abbiano più peso dei rischi".
Il tramadolo può anche causare effetti collaterali seri o fatali nel nascituro, inclusa la sindrome di astinenza neonatale, se la madre usa il farmaco durante la gravidanza o il travaglio. L'uso del tramadolo dalle madri che allattano non è consigliato dai produttori perché la sostanza passa nel latte materno. Comunque, la dose assoluta che passa nel latte è abbastanza bassa, e il tramadolo è generalmente considerato accettabile per l'uso da parte delle madri che allattano.

### Sovradosaggio
In caso di intossicazione da tramadolo il paziente potrà presentare nausea e vomito, miosi, ipotensione arteriosa, riduzione dello stato di coscienza fino al coma, convulsioni e depressione respiratoria che nei casi più gravi potrà evolvere fino all'arresto respiratorio.

Il trattamento prevede sostanzialmente una terapia di supporto comprendente il mantenimento di vie aeree libere, il sostegno del circolo ed il supporto della funzionalità respiratoria. Se è dato di agire a breve distanza di tempo dalla ingestione è possibile effettuare lo svuotamento gastrico provocando l'emesi o ricorrendo alla lavanda gastrica. Il ricorso alla emodialisi od alla emofiltrazione non è adatto per l'intossicazione da tramadolo.
Nei soggetti con marcata depressione respiratoria l'antidoto utilizzabile è il naloxone. Negli studi sperimentali su animali, il naloxone non ha avuto effetto sulle convulsioni. Pertanto per controllare questo tipo di sintomo è necessario somministrare diazepam per via endovenosa.

## Veterinaria
Il tramadolo è usato per il trattamento del dolore post-operatorio, dolore dovuto a ferite e dolore cronico (es: dovuto al cancro) nel cane, gatto tanto quanto per il coniglio, il coati, parecchi roditori come il topo, lo scoiattolo volante, il porcellino d'india, il furetto e il procione. Il tramadolo si vende in fiale oltre che in pastiglie, capsule, polvere per ricostituzione e sciroppi o liquidi per somministrazione orale; il fatto che il suo caratteristico sapore non è molto amaro e può essere mascherato nei cibi e diluito nell'acqua, ne permette molteplici modalità di somministrazione. Nel cane, nel cavallo, nell'asino e nella capra sembra avere scarso effetto e bassa biodisponibilità orale. Al momento non ci sono dati che determinino in modo definitivo l'efficacia e la sicurezza del suo uso sui rettili o gli anfibi; seguendo le indicazioni fornite dalle altre droghe, risulta che il tramadolo può essere usato per sollevare dal dolore i marsupiali come per esempio l'opossum del Nord America, opossum grigio dalla coda corta, il petauro dello zucchero, la wallabia, e il canguro.
Il tramadolo è uno dei più affidabili ed utili principi attivi disponibili per i veterinari per trattare il dolore negli animali. Ha una modalità duale di azione: agonismo e inibizione della ricaptazione delle monoammine, che produce modesti effetti ansiolitici. Il tramadolo può essere utilizzato per sollevare dal dolore gatti e cani. Questo è un vantaggio visto che l'uso di alcune sostanze anti infiammatorie non steroidee in questi animali può essere pericoloso.
Quando viene somministrato il tramadolo agli animali, possono aversi reazioni avverse. Le più comuni sono: costipazione, disturbo dell'intestino, battito cardiaco ridotto. In caso di overdose si può avere alterazione mentale, pupille a punta di spillo e apoplessia. In tali casi il veterinario deve valutare il corretto trattamento per questi eventi. Alcune controindicazioni sono state notate nel trattamento di animali con anche altre sostanze. Il tramadolo non dovrebbe essere co-somministrato con Deprenyl o qualsiasi altra sostanza psicoattiva come: inibitori della ricaptazione della serotonina, antidepressivi triciclici, o inibitori della monoamminossidasi.
Negli animali, il tramadolo è eliminato dal corpo attraverso le secrezioni del fegato e dei reni. Gli animali che soffrono di malattie in questi sistemi, dovrebbero essere monitorati da un veterinario, dal momento che può essere necessario un ribilanciamento della dose.
Dosaggio e somministrazione del tramadolo per gli animali: nei cani, per il trattamento del dolore, un dosaggio iniziale di 1–2 mg/kg due volte al giorno. Ai gatti sono somministrati 2–4 mg/kg due volte al giorno.

## Stato legale
Il tramadolo può essere venduto senza la specifica ricetta speciale per stupefacenti, dietro prescrizione medica utilizzabile una sola volta (ricetta non ripetibile) perché il tramadolo non è solo un semplice agonista oppioide (in particolare agonista debole dei recettori μ del sistema di percezione del dolore) ma è anche un inibitore della ricaptazione della noradrenalina e della serotonina: per questo motivo il naloxone, antagonista dei recettori oppioidi, non antagonizza completamente gli effetti del tramadolo.
Diversamente dalla maggior parte degli altri oppioidi, il tramadolo in parecchi stati non è considerata una sostanza controllata (tra gli altri gli USA e l'Australia), ed è disponibile con una normale prescrizione.
Il tramadolo è disponibile come farmaco da banco senza prescrizione in pochi paesi.
La Svezia ha scelto, nel maggio 2008, di classificare il tramadolo come una sostanza controllata analogamente alla codeina ed al destropropossifene. Questo significa che la sostanza è classificata come fosse uno stupefacente, ma diversamente dalla codeina e dal destropropossifene, una normale prescrizione può bastare per l'acquisto.